# Капитал (Маркс)
«Капита́л» (полное название — «Капитал. Критика политической экономии», нем. Das Kapital. Kritik der politischen Ökonomie) — главный труд немецкого философа и экономиста Карла Маркса по политической экономии, содержащий критический анализ капитализма. Работа написана с применением диалектико-материалистического подхода, в том числе к историческим процессам. Маркс, вероятно, является самым известным критиком политической экономии.

## Создание
До 1848 года работы Маркса носили философский характер. После поражения революции 1848—1849 годов в Германии и переезда в Лондон он обратился к экономическим исследованиям, конечным итогом которых стал незавершённый «Капитал».
В письме к Зигмунду Шотту 3 ноября 1877 года Маркс отмечал, что попеременно пишет различные части своего труда. При этом он начал писать «Капитал» в обратном порядке, с третьей части, посвящённой встречавшимся в истории теориям прибавочной стоимости (неизданный при Энгельсе последний том «Капитала»), а к изданному первому тому Маркс приступил в последнюю очередь и быстро подготовил его к печати.
Первый том, «Процесс производства капитала», впервые был опубликован в 1867 году тиражом 1000 экземпляров и является расширенным и переработанным вариантом опубликованной в 1859 году работы «К критике политической экономии». Уже после смерти Маркса Фридрих Энгельс скомпоновал из готовых фрагментов и черновиков два следующих тома: «Процесс обращения капитала» (1885) и «Процесс капиталистического производства, взятый в целом» (1894), которые в первоначальном замысле должны были составить единый второй том из двух книг. Смерть помешала ему подготовить к печати рукопись заключительного тома (четвёртого в нынешней нумерации, третьего в нумерации Маркса), «Теорий прибавочной стоимости», из второго чернового варианта «Капитала», и этот том был впервые опубликован в 1905—1910 годах Карлом Каутским (он же внёс в четвёртый том значительные правки).

## Оценка «Капитала» экономистами-марксистами

### Научная новизна идей Карла Маркса
Маркс опирался на идеи Адама Смита и Давида Рикардо. Именно эти английские экономисты сформулировали трудовую природу стоимости.
Теория о существовании той части стоимости продукта, которую Маркс назвал прибавочной стоимостью, была создана задолго до Маркса. Также с большей или меньшей ясностью было сформулировано, что она состоит из продукта того труда, за который присвоивший его не заплатил (не предоставил эквивалентную стоимость). Но дальше этого не шли. Одни — классические экономисты — в основном исследовали количественное отношение, в котором продукт труда распределяется между рабочим и владельцем средств производства. Другие — социалисты — считали такое разделение несправедливым и искали средства для устранения несправедливости. Но и те и другие оставались в плену экономических категорий, которые не позволяли найти решение для противоречий.
Для того, чтобы понять, что такое прибавочная стоимость, следовало, прежде всего, знать, что такое стоимость. Потребовалось подвергнуть критике теорию трудовой стоимости Рикардо. Вслед за Смитом и Рикардо, Маркс изучал труд с точки зрения создания стоимости. Он рассматривал, какой труд, почему и как образует стоимость. Он считал, что стоимость вообще есть не что иное, как кристаллизованное рабочее время. Маркс исследовал затем отношение товара и денег и показал, как и почему — в силу присущей ему стоимости — товар и товарный обмен должны порождать деньги. Основанная на этом теория есть первая исчерпывающая теория денег, получившая теперь всеобщее признание. Он исследовал превращение денег в капитал и доказал, что оно основывается на использовании наёмных рабочих. Одно из противоречий, которое привело к гибели школу Рикардо: невозможность согласовать взаимный эквивалентный обмен овеществлённой стоимости на труд (в форме зарплаты) с рикардовским определением стоимости через труд. Заменив в товарном обмене категорию «труд» на «рабочую силу» (способность к труду), Маркс нашёл решение этого противоречия.
Разделив капитал на постоянный и переменный, Маркс смог описать процесс образования прибавочной стоимости, объяснить его, чего не смогли сделать предшественники. Это разделение даёт ключ для решения многих экономических проблем.
Маркс отдельно исследовал прибавочную стоимость и выделил две её формы: абсолютную и относительную прибавочную стоимость. Он показал, какую роль играли они в историческом развитии капиталистического производства. Основываясь на теории прибавочной стоимости, он развил теорию заработной платы, и впервые дал основные черты истории капиталистического накопления, изложил его исторические тенденции.

### Трудности школы Рикардо, решённые Карлом Марксом
Во-первых, по Рикардо, труд является мерой стоимости. Значит, труд должен обмениваться на эквивалентное количество труда. Но живой труд при обмене на часть капитала (в форме зарплаты) имеет меньшую стоимость, чем этот же труд, овеществлённый в продукции. Заработная плата, стоимость определённого количества живого труда, всегда меньше, чем стоимость продукта, который произведён этим самым количеством живого труда или в котором этот труд выражается. В такой терминологии вопрос действительно неразрешим. Маркс дал следующий ответ. Сам труд стоимости не имеет. Труд — это процесс, деятельность, при которой создаётся стоимость. Он также не может иметь особой стоимости, как и сила тяжести не имеет собственного веса, в то время, как именно сила тяжести порождает вес всех предметов. Не труд покупается и продаётся как товар, а специфический товар — рабочая сила. Её стоимость равна труду, общественно необходимому для её производства и воспроизводства. Следовательно, купля и продажа рабочей силы на основе такой её стоимости отнюдь не противоречит закону стоимости.
Во-вторых, по Рикардо, два капитала, применяющие одинаковое количество одинаково оплачиваемого живого труда, предполагая все прочие условия равными, производят в течение равного времени продукты равной стоимости, а также прибавочную стоимость или прибыль равных размеров. Если же они применяют неодинаковые количества живого труда, то они не могут произвести прибавочную стоимость (прибыль) равных размеров. Но в действительности равные капиталы в равное время производят в среднем равную прибыль независимо от того, много или мало живого труда они применяют. Это противоречие Маркс разрешил в 3-м томе «Капитала».

## Оценка «Капитала» экономистами других школ
После издания III тома «Капитала» О. Бём-Баверк подверг критике концепцию Маркса за расхождение между I и III томами (в I томе подразумевается, что все товары всегда обмениваются в соответствии с затратами труда, а в III томе признаётся, что в реальной экономике базой обмена служат производственные затраты, которые обычно не равны затратам труда). При этом Бём-Баверк игнорирует выстроенную Марксом цепь опосредующих звеньев — Маркс по разному говорит о товарных ценах для конечного потребителя и для промежуточной производственно-сбытовой цепочке. Любая конкретная развивающаяся система заключает в своём составе противоречие как источник своего саморазвития.
Схемы простого и расширенного воспроизводства из II тома «Капитала» признаются основным вкладом Маркса в экономическую науку. Й. Шумпетер считает, что Маркс одним из первых попытался выработать наглядную модель капиталистического процесса в этих схемах. П. Самуэльсон отмечает влияние схем воспроизводства на экономическую науку XX века:

Неужели в процессе своего анализа я не нашёл вообще никаких достоинств в работах Карла Маркса (1818—1883), пост-рикардианского экономиста? Нет. Во втором томе «Капитала», который читают только имеющие склонность к математике, я обнаружил гениальные (но неровные) достоинства в Tableaux of Balanced Stationary-State Reproduction Маркса и в его Tableaux of Balanced Exponentially Expanding Reproduction (опубликованных посмертно). Маркс заслуживает справедливых похвал как популяризатор физиократической Tableau Есоnomique Кенэ 1759 г., как предшественник моделей «затраты-выпуск» середины XX в., созданных моим гарвардским учителем Василием Леонтьевым и моим другом из Кембриджского университета Пьеро Сраффой.

## Цитаты о «Капитале» Карла Маркса
Василий Леонтьев, лауреат Нобелевской премии по экономике, в работе «Современное значение экономической теории К. Маркса» (1938):

Маркс был великим знатоком природы капиталистической системы. Как многие личности такого типа, Маркс также имел собственные рациональные теории, но эти теории в общем не всегда последовательны. Их внутренняя слабость проявляется тотчас же, как только другие экономисты, не наделённые исключительным здравым смыслом Маркса, пытаются на основе его проектов развивать марксистскую теорию.
…
Если, перед тем как попытаться дать какое-либо объяснение экономического развития, некто захочет узнать, что в действительности представляют собой прибыль, заработная плата, капиталистическое предприятие, он может получить в трёх томах «Капитала» более реалистическую и качественную информацию из первоисточника, чем та, которую он мог бы найти в десяти последовательных отчётах Бюро переписи США, в дюжине учебников по современной экономике и даже, осмелюсь сказать, в собрании сочинений Торстена Веблена.

Владимир Соколин, руководитель Росстата, заявлял:

В статистике нужен опыт, нужно многое помнить, знать. Чтобы посчитать ВВП страны, надо как минимум, знать наизусть «Капитал» Маркса.

Юрий Семёнов, историк и философ, считает:

Экономическая теория марксизма в том виде, в котором она продолжала излагаться, явно устарела. Но это вовсе не значит, что она должна быть полностью отброшена. Многие основные положения, сформулированные К. Марксом, продолжают сохранять своё значение.

В интервью журналу «Der Spiegel» в октябре 2008 года министр финансов Германии Пер Штайнбрюк под влиянием мирового финансового кризиса сказал:

Стоит признать, что определённые части теории Маркса действительно не так плохи.

В 2013 году рукопись «Капитала» включена в реестр документального наследия «Память мира» (проект ЮНЕСКО) с формулировкой:

«Манифест коммунистической партии» и «Капитал» являются двумя из наиболее важных публикаций XIX века, весьма влиятельные и по сей день.

## «Капитал» как художественное произведение
Стиль изложения текста в книге не является строго научным. Сам Маркс считал его «художественным», хотя и признавал собственный стиль «тяжёлым», «деревянным» и «подпорченным проблемами с печенью». Среди вдохновителей стиля были Чарльз Диккенс и Лоренс Стерн, сатирические моменты напоминают Джонатана Свифта. Стилистически «Капитал» очень неоднороден и прерывист: Маркс легко переходит от приёмов фарса к мрачному юмору готической новеллы. В книге немало отсылок к Евангелию, античным авторам и мистицизма на уровне метафор.
Илья Бендерский, сотрудник университета «Высшая школа экономики», сравнил «Капитал» с «Войной и миром» Льва Толстого: «Эта книга — ровесник „Войны и мира“. Карл Маркс пишет о том же, о чём пишет Толстой. Он пишет о движущих силах истории, об условиях возможности познания и действия в историческом процессе. Карл Маркс пишет на философскую тему, но уже осознавая невозможность, исчерпанность самого языка метафизики, и поэтому с конкретно историческим материалом он обращается на языке конкретной дисциплины, политэкономического исследования, и мы в итоге получаем внеположенное философии по жанру философское обоснование марксизма. При этом сам язык, которым пользуется Маркс, язык науки, преображён. Маркс фактически заново создаёт политическую экономию, как Лев Толстой заново создаёт роман, пишет антироман. Но… Маркс всё-таки работает в русле известных традиций, философских и научных».
Сергей Эйзенштейн намеревался поставить фильм «Капитал» «по сценарию К. Маркса». В экранизации должны были использоваться формальные приёмы «Улисса» Джеймса Джойса. За исходную точку фильма Эйзенштейн планировал взять «развёртывание какого-либо тривиального события» — например, «одного дня из жизни человека». «И элементы этой цепи, — пишет он, — являются отправными моментами для образования ассоциаций, через что только и возможна игра понятий».
В 2010 году в рамках российского фестиваля современного искусства «Территория» в Москве был показан немецкий театральный проект «Карл Маркс: Капитал, том первый». Его создали Хельгард Хауг и Даниэль Ветцель из театральной команды Rimini Protokoll. Премьера прошла в Дюссельдорфе в 2006 году.
В декабре 2021 года в московском театре «Среда 21» прошла премьера спектакля Нади Кубайлат «Капитал» по книге Маркса.

## Издания и переводы
Первым иностранным изданием «Капитала» стал его перевод на русский язык. Инициатором перевода был Н. Ф. Даниельсон, сообщивший Марксу о намерении сделать перевод уже на следующий год после выхода оригинала. Год спустя к переводу приступил Михаил Бакунин (по одной из версий — не справился со сложной терминологией), продолжил начатое Герман Лопатин (перевёл одну треть и оставил эту работу ради участия в попытке освобождения Чернышевского), закончили же Даниельсон и Николай Любавин. Книга вышла в свет под редакцией Даниельсона в апреле 1872 года в Санкт-Петербурге тиражом 3000 экземпляров. Многие годы для читателей имена переводчиков и редактора будут оставаться анонимными. Экземпляр «Капитала» на русском языке был отправлен Марксу. Качество перевода Маркс оценил словами: «Перевод сделан мастерски». Предварительно, в 1867 г. российская цензура разрешила распространение в России немецкого издания «Капитала» — а в 1872 г. и его русского перевода, рассматривая данный труд как сочинение «строго научное, тяжёлое и малодоступное». Россия также стала первой страной, осуществившей перевод II тома «Капитала» — в конце 1885 г. журнал «Русское богатство» опубликовал подробный реферат этого тома, и в том же году он вышел отдельной книгой в переводе Н. Ф. Даниельсона.
- Второй вариант перевода первого тома «Капитала» на русский язык был выполнен в Минске известной революционеркой, членом ЦК Бунда Евгенией Гурвич совместно с одним из первых пропагандистов-народников Львом Заком. Перевод был издан в 1899 году в издательстве О. Н. Поповой под редакцией Петра Струве[20]. Именно Струве настоял вместо понятия стоимость использовать в данном переводе термин ценность для передачи немецкого Wert[21].
- Ленин считал лучшим перевод «Капитала» на русский язык, выполненный группой Ивана Скворцова-Степанова, Александра Богданова и Владимира Базарова[22] (первое издание в 1907—1909 годах). Институт марксизма-ленинизма считал этот перевод «в целом удовлетворительным»[23]. Этот вариант перевода вытеснил все прочие — дважды включался в полное собрание сочинений и переиздавался отдельными книгами до 1988 года. Он стал основой или служил для дополнительной сверки при переводе на другие языки[24].
- На английский язык первый перевод «Капитала» (1887 г.[25]) выполнили старый друг Маркса и Энгельса Самюэл Мур и Эдуард Эвелинг — муж дочери Маркса Элеоноры, которая провела сверку всех английских цитат и ссылок в книге.
- Первый перевод «Капитала» на испанский язык в 1898 году осуществил основатель аргентинской Социалистической партии Хуан Хусто.
- На сербохорватский язык первый том «Капитала» был переведён Родолюбом Чолаковичем и Моше Пьяде в то время, когда они оба находились в тюрьме (каждый отбывал 12-летний срок заключения).
- На итальянском языке «Капитал» впервые появился в популярном изложении анархо-коммуниста Карло Кафьеро (итал. Il capitale di Carlo Marx brevemente compendiato da Carlo Cafiero. Libro primo. Sviluppo della produzione capitalista, 1879).
- На финский язык первую книгу «Капитала» перевёл Оскар Вилхо Лоухивуори с редактированного Энгельсом научного немецкого издания (фин. Pääoma, 1913).
- На армянский язык все тома «Капитала» были переведены полностью одним человеком — Тадэос Авдалбегян сделал перевод с научного издания Энгельса. На шведский язык аналогичный перевод так же в одиночку сделал Рикард Сандлер — с популярного издания Каутского.
- На китайском языке «Капитал» был впервые издан осенью 1938 года, переводчики — Ван Янань и Го Дали. «Переводчики опирались на оригинал на немецком языке, сверяясь с японским переводом и ранее переведённой на китайский язык частью первого тома.»[26]
- На португальский язык «Капитал» был переведён с французского издания в 1973 году (за год до падения фашистской диктатуры) профессорами Тейшейра-Мартиншом и Виталем Морейрой. При этом в Бразилии перевод «Капитала», выполненный Режиналду Сантанной с немецкого издания, появился ещё в 1960-х годах, а в 1980-х свой вариант перевода предложила группа экономиста австрийского происхождения Пауля Зингера.
- На корейский язык для издания в Южной Корее «Капитал» был переведён в 1989 году профессором Ким Су Хэном, несмотря на то, что это могло повлечь за собой тюремное заключение — марксистская литература по законодательству Южной Кореи является вещественным доказательством на суде.
- Осенью 2008 года, под влиянием мирового финансового кризиса, об интересе к Марксу сообщали книжные магазины по всей Германии, уверяя, что продажи этой книги выросли в три раза[12].
- В Латвии в апреле 2010 года вышло переиздание «Капитала». Представители издательства заявили, что «Капитал» с начала кризиса является одной из самых востребованных книг в букинистических магазинах Латвии[27].

### Сложности русского перевода слова Wert
В первом переводе «Капитала» 1872 года под редакцией Германа Лопатина и Николая Даниельсона был использован перевод термина нем. Wert как «стоимость». При этом параллельно в научных трудах Николая Зибера, посвящённых Рикардо и Марксу, применялся вариант «ценность», в том числе как перевод аналогичного «Wert» английского слова «Value».
Второй перевод «Капитала», выполненный Евгенией Гурвич и Львом Заком под редакцией Петра Струве, вышел в 1898 году. В нём термин Wert переводился по настоянию редактора как «ценность». Михаил Туган-Барановский высоко оценил данный перевод, но подвергся критике Ленина, который настаивал именно на термине «стоимость».
В третьем варианте перевода «Капитала» Скворцова-Степанова, Богданова и Базарова снова был использован термин «стоимость». Ленин считал этот перевод лучшим из сделанных на тот момент, что обеспечило именно такому варианту массовые переиздания после Октябрьской революции.
Советский философ-марксист Эвальд Ильенков, специалист по логике «Капитала», критиковал вариант «стоимость» и ряд других ошибок перевода, отмечая: «Ни в одном из европейских языков, на которых думал и писал Маркс, такого разведения „ценности“ и „стоимости“ нет, и русский перевод поэтому часто обрывает важнейшие смысловые связи, несомненно имеющиеся у Маркса.»
Российский философ Б. П. Вышеславцев отмечал, что установившийся в советской науке перевод немецкого слова нем. Wert, как «стоимость», «филологически неверен, философски безграмотен и покоится на непонимании духа языка», поскольку слову стоимость в немецком языке на самом деле соответствует слово нем. Kostenpreis. Также он указывает, что филологически слово «„Стоимость“ выражает то, что политическая экономия и Маркс называют „ценой“ в отличие от „ценности“. Это важное противопоставление уничтожается при пользовании термином „стоимость“, ибо стоимость и есть цена. Но нелепость перевода достигает своего предела, когда мы имеем дело с „потребительной ценностью“: дело в том, что огромная потребительная ценность может не иметь никакой стоимости. Воздух и вода имеют великую ценность, но „ничего не стоят“».
В 1989 году была опубликована статья В. Я. Чеховского «О переводе Марксова понятия „Wert“ на русский язык», в которой автор также высказывается за вариант «ценность». Впоследствии он выступил в качестве переводчика и редактора выпущенного в 2015 первого тома «Капитала», который вызвал негативные отклики Александра Бузгалина и Людмилы Васиной из журнала «Альтернативы», а также Б. Кагарлицкого. По мнению последнего, понятие стоимости ближе к исходному для Маркса контексту, чем ценность.
В декабре 2007 года на Экономическом факультете МГУ им. Ломоносова провели дискуссию, посвящённую 190-летию «Начал политической экономии и податного обложения» Д. Рикардо и 140-летию первого тома «Капитала» К. Маркса, в которой приняли участие учёные РАН и ряда московских вузов. Было отмечено, что во втором русском переводе 1898 года под редакцией Струве немецкое Wert перевели как «ценность», что верно с филологической точки зрения. «Но если в немецком языке это не ведёт к смешению разных понятий, обозначающих явление „цены“ и её основания, поскольку по-немецки цена — это Preis, то на русском языке такое смешение возможно („ценность“ и „цена“), и на это указывал Даниельсон. Струве (как и некоторые российские авторы) пренебрёг этим аргументом и, как оказалось, не случайно». Позже Струве в книге «Хозяйство и цена» (1913—1917) прямо отрицал реальность марксовой «стоимости», назвав её «фантомом». В. И. Ленин назвал эту книгу «Ещё одним уничтожением социализма». Участники дискуссии в МГУ отметили: «Те, кто и сегодня, настойчиво призывает к замене термина „стоимость“ на „ценность“ в произведениях марксизма, не учитывает той громадной разницы, которая существует в методологии между классической, особенно марксистской, и неоклассической политической экономией».
По мнению профессора Р. М. Нуриева, высказанном в 2015 году, Даниельсон «плохо знал немецкий язык и слово wert перевёл не как „ценность“, а как „стоимость“. На самом деле мы должны говорить „теория прибавочной ценности“, „теория трудовой ценности“…»
Один из наиболее известных российских учёных в области теории систем Спартак Никаноров считал очень важной для понимания философских концепций авторскую систему терминологии, которую переводы могут существенно изменять. Как пример проблемы, возникающей из-за особенностей перевода, он приводит термин «стоимость», использованный при переводе «Капитала». По мнению Никанорова, использованное слово русского языка «стоимость» лишь всё запутало. «Термин, который у Маркса применялся, — это совсем не стоимость. К цене, к рублям, он не имеет никакого отношения. А все читают: „стоимость“ — и думают, что речь идет о деньгах, о цене. Соотношение понятий цены и стоимости искажается с самого начала терминологической неряшливостью. А переводчик не знал, какое русское слово на это место поставить.» При этом своего варианта перевода Никаноров не предлагал.

## Кулинарный рецепт
Карл Маркс в «Капитале» подробно описывает кулинарный рецепт, не потерявший актуальности по сей день — суп Румфорда.

5 ф. ячменя, 5 ф. кукурузы, на 3 пенса селёдок, на 1 пенс соли, на 1 пенс уксуса, на 2 пенса перцу и зелени, итого на сумму 20 3/4 пенса, получается суп на 64 человека, при этом при средних ценах хлеба стоимость этого может быть ещё понижена до 1/4 пенса на душу.
— К. Маркс «Капитал», т. 1, глава 22
Похлёбка Румфорда стала основой для питания солдат практически всех армий вплоть до середины XX века. До настоящего времени рецепт Румфорда почти в неизменном виде используется Армией спасения для кормления бездомных.